# Uttwiller
Uttwiller é uma comuna francesa na região administrativa de Grande Leste, no departamento Baixo Reno. Estende-se por uma área de 2,98 km². Em 2010 a comuna tinha 163 habitantes (densidade: 54,7 hab./km²).